# ذخیره‌گاه طبیعی کالوژشکیه زاسکی
ذخیره‌گاه طبیعی کالوژشکیه زاسکی (انگلیسی: Kaluzhskiye Zaseki Nature Reserve) یک ذخیره‌گاه و منطقه حفاظت شده در استان کالوگای کشور روسیه است.